# ダニー馬場
ダニー馬場（だにー・ばば、Donny Baba、1960年12月15日 - ）は、福岡県八女市出身・在住のゴスペル・ソウルシンガー。本名は馬場 浩三。血液型O型。

## 略歴・人物
- 16歳でゴスペルに出会い、東京・大阪でプロを目指すも断念。地元である八女に戻り、同地を拠点に活動。暫くは日中は会社員として働き、夜は福岡のライブハウスで歌うという生活を送っていた。
- その後、fm fukuokaのワイド番組『SUPER RADIO MONSTER ラジ★ゴン』の1コーナー「八女弁講座・ヤメリカンピーポー」に八女弁の先生として出演した事で、福岡県全体に彼の名前が知れ渡るようになる。以降、現在は自らのバンド『ダニー馬場&ザ・ファンキー・スタッフ』を率いてのイベント・結婚式出演のほか、市内の学校での音楽特別講師や、久留米市のコミュニティ放送局『ドリームスエフエム』パーソナリティなど、精力的に活動している。
- レパートリーは幅広く、ゴスペルはもとより、ポップスやロック、歌謡曲などをゴスペル風にアレンジして歌うことも多い。

## 現在の出演番組
- 久留米 オン・マイ・マインド（ドリームスエフエム・KBCラジオ共同制作）
- ダニー・ババのデラックスラジオ・キュー!（ドリームスエフエム）
- ももち浜ストア（テレビ西日本、『あなたの街ソング』コーナー担当）
- ダニー馬場のSOUL PARADISE（LOVE FM、2025年4月2日 - 放送中、毎週水曜21:00 - 21:30）

## CD
- 1st Album「My Japanese Songs」（自主制作盤、インディーズ流通）
- 2nd Album「Love and Freedom」（自主制作盤・2008年3月16日発売）